# Hypsugo alaschanicus
Hypsugo alaschanicus (Bobrinskii, 1926) è un pipistrello della famiglia dei Vespertilionidi diffuso in Asia orientale.

## Descrizione

### Dimensioni
Pipistrello di piccole dimensioni, con la lunghezza della testa e del corpo tra 48,9 e 55 mm, la lunghezza dell'avambraccio tra 36 e 38 mm, la lunghezza della coda tra 39 e 40 mm, la lunghezza del piede tra 7,19 e 9 mm e la lunghezza delle orecchie tra 12,15 e 15 mm.

### Aspetto
La pelliccia è lunga, densa e vellutata. Le parti dorsali sono brunastre, con la punta dei peli più chiara, mentre le parti ventrali sono più chiare, ma con la base dei peli marrone scura. Il muso è corto, con le narici leggermente tubulari e proiettate in avanti. Le orecchie sono larghe, ben separate tra loro, con il bordo posteriore dritto e l'antitrago ben sviluppato. Il trago è largo, con il margine anteriore dritto e quello posteriore fortemente convesso e con un piccolo lobo alla base. Le membrane alari hanno i bordi distintamente più chiari. La punta della lunga coda si estende leggermente oltre l'ampio uropatagio. Il calcar è carenato.

## Biologia

### Comportamento
Si rifugia nelle grotte.

### Alimentazione
Si nutre di insetti.

## Distribuzione e habitat
Questa specie è diffusa nella Siberia orientale, Mongolia, Penisola coreana, nelle province cinesi della Mongolia interna, Ningxia, Sichuan, Henan, Anhui, Shandong, Liaoning, Jilin, Heilongjiang, isole giapponesi di Hokkaidō e Tsushima.
Vive in diversi tipi di habitat.

## Conservazione
La IUCN Red List, considerato il vasto areale, la popolazione presumibilmente numerosa e la presenza in diverse aree protette, classifica H.alaschanicus come specie a rischio minimo (Least Concern)).